# Филип фон Катценелнбоген (епископ)
Филип фон Катценелнбоген (на немски: Philipp von Katzenelnbogen; † ок. 15 юли 1173) от Графство Катценелнбоген е епископ на Оснабрюк (1141 – 1173).

## Биография
Той е вторият син на граф Хайнрих I фон Катценелнбоген († ок. 1102/1108) и съпругата му Лукарда (Луитгард) фон Хаймбах-Хенгебах († 1156/1167). Брат му Хайнрих II получава графска титла от император Конрад II през 1138 г. Полубрат е на Херман фон Щалек (пфалцграф на Рейн 1142 – 1155).
Филип е верен на императора. През 1144 г. той участва в разрушаването на замъка Холтер. Той се смята за основател на женския манастир Квернхайм. На 2 октомври 1165 г. той помазва Райналд фон Дасел за епископ.